# Pseudotabanus trypherus
Pseudotabanus trypherus är en tvåvingeart som först beskrevs av Taylor 1916.  Pseudotabanus trypherus ingår i släktet Pseudotabanus och familjen bromsar. Inga underarter finns listade i Catalogue of Life.